# Árbol (álbum)
Árbol es el segundo álbum de estudio de la banda argentina Árbol. Es una suerte de reedición del primer álbum de la banda Jardín Frenético (Sin la canción "H.C.V." pero con tres nuevas composiciones) bajo la producción artística de Gustavo Santaolalla y distribuido por Universal. Para esta etapa, la formación sufrió un cambió, ya que dos de los miembros originales abandonaron el proyecto. Sebastián Bianchini (Bajo) y Martín Millán (Batería) ocupan los lugares vacantes. El disco se destaca por su mezcla de rock alternativo, funk y hardcore furioso con ritmos latinos, folclore y hasta chacarera. A esta mezcla se incorporan instrumentos no tradicionales en el rock como el violín o el charango, ambos ejecutados por Edu Schmidth.

## Lista de canciones
| N.º | Título             | Letras                        | Música                                                                     | Duración |  |
| 1.  | «Siento»           | Eduardo Schmidt, Pablo Romero | Schmidt, Romero, Patricio Pizarro, Hernán Bruckner, Matías "Chávez" Méndez | 03:04    |  |
| 2.  | «Sexo»             | Schmidt, Romero               | Schmidt, Bruckner, Méndez, Romero, Pizarro                                 | 2:20     |  |
| 3.  | «Luna»             | Schmidt                       | Schmidt, Méndez                                                            | 5:07     |  |
| 4.  | «Juana's»          | Schmidt                       | Schmidt, Méndez, Bruckner, Romero, Pizarro                                 | 2:11     |  |
| 5.  | «Gente»            | Schmidt                       | Schmidt, Méndez, Bruckner, Romero, Pizarro                                 | 2:53     |  |
| 6.  | «Cruces»           | Schmidt, Méndez               | Schmidt, Méndez, Bruckner, Romero, Pizarro                                 | 2:02     |  |
| 7.  | «X»                | Méndez                        | Schmidt, Méndez                                                            | 4:09     |  |
| 8.  | «El Baile»         | Schmidt                       | Schmidt                                                                    | 2:52     |  |
| 9.  | «Chajal»           | Romero                        | Bruckner, Romero                                                           | 3:51     |  |
| 10. | «Latino»           | Méndez                        | Schmidt, Bruckner, Méndez, Romero, Pizarro                                 | 2:14     |  |
| 11. | «Rosita»           | Schmidt, Méndez               | Schmidt                                                                    | 4:05     |  |
| 12. | «Periferia»        | Méndez                        | Schmidt, Méndez                                                            | 2:51     |  |
| 13. | «Cuatro Cuervos»   | Schmidt, Méndez               | Schmidt, Méndez                                                            | 5:45     |  |
| 14. | «Jardín Frenético» | Schmidt, Méndez               | Schmidt, Bruckner, Méndez, Romero, Pizarro                                 | 4:29     |  |

## Ficha Técnica
- Pablo Romero: Percusión, guitarra acústica, voz
- Eduardo Schmidt: Violín, violín eléctrico, flauta traversa, charango, armónica, voz
- Hernán Bruckner: Guitarra
- Sebastián Bianchini: Bajo
- Martín Millán: Batería
- David Stout: Arreglos de cuerda y de viento
- Aníbal Kerpel: Órgano Hammond y Mellotron
- Ernie Fields: Saxofón barítono
- David Pozzi: Saxofón tenor
- Don Hammerstedt: Trompeta
- Yaroslav "Yarda" Kettner: Violín
- Zheng Wang: Violín
- Ray Tischer: Viola
- Kevin Plunkett: Cello
- Gustavo Santaolalla: Guitarra, percusión, charango, ronroco, erke y coros
- Ana y Raquel Schmidt: "niños frenéticos"
- Fotos: Pablo Ziccarello excepto Tapa, X, Juana’s y El baile por Juana Ghersa.
- Diseño: Eduardo Chavarín
- Raf de diseño: Tatiana Schmidt
- Tipografía: Pablo Ziccarello
- Grabación: Estudios Canam de Los Ángeles, California entre julio y agosto de 1998.
- Producido por Gustavo Santaolalla
- Productor asociado: Aníbal Kerpel

- Datos: Q6173745